# Cabanga!
Cabanga! ist ein Kartenspiel des deutschen Spieleautors Michael Modler für drei bis sechs Mitspieler aus dem Jahr 2023 im Verlag amigo. Bei dem Ablagespiel versuchen die Mitspieler alle Karten ihrer Kartenhand in auf- und absteigenden Reihen einer Kartenauslage ähnlich einer Patience abzulegen und damit das Spiel zu gewinnen.

## Thema und Ausstattung
Bei dem Spiel handelt es sich um ein einfaches Karten-Ablagespiel, bei dem die Mitspieler ähnlich wie bei einer Patience versuchen, ihre Handkarten möglichst vollständig loszuwerden.
Das Spielmaterial besteht neben der Spielanleitung aus 84 Spielkarten, davon vier Reihenkarten in den Farben Rot, Blau, Violett und Gelb, acht grauen Startkarten und vier Sets à 18 Karten in den vier Kartenfarben mit der Nummerierung 1 bis 18.

## Spielweise
Zur Vorbereitung einer Spielrunde werden zuerst ie vier farbigen Reihenkarten untereinander auf der Tischmitte platziert. Die acht grauen Startkarten werden gemischt und danach wird jeweils rechts und links von den Reihenkarten eine graue Karte offen ausgelegt. Die restlichen Karten werden gemischt und jeder Mitspieler bekommt acht Karten als Handkarten ausgeteilt, der Rest bildet einen verdeckten Nachziehstapel.
Beginnend mit einem Startspieler spielen die Mitspieler im Uhrzeigersinn jeweils einzelne Karten aus. Dabei müssen die Karten farblich passend in die durch die Reihenkarte vorgegebene Farbe abgelegt werden, wobei der Wert der Karte für das Ablegen nicht wichtig ist. Spielt ein Spieler eine Karte in der gleichen Farbe aus wie sein Vorgänger, muss er eine Karte vom Nachziehstapel ziehen. Durch das Ablegen entsteht eine Differenz zwischen den beiden rechts und links der Reihenkarte liegenden Karten und alle Spieler, die Karten haben, die in diese Differenz passen, können diese nun dem aktiven Spieler zuwerfen (und dabei „Cabanga!“ rufen). Der Spieler muss für alle zugeworfenen Karten eine Karte nachziehen und auf die Hand nehmen, die Wurfkarten werden abgelegt.
Eine Runde endet, sobald ein Spieler nach dem Ende eines Spielzugs und nach dem Zuwerfen und Nachziehen keine Handkarten mehr hat. Alle Spieler, die dann noch Handkarten haben, zählen die auf ihren Karten befindlichen Symbole zusammen und notieren diese als Minuspunkte. Danach startet eine neue Runde. Das Spiel endet, wenn ein Spieler nach einer Runde mehr als 18 Minuspunkte gesammelt hat. Gewinner ist dann die Person, die die wenigsten Minuspunkte hat.

## Veröffentlichung und Rezeption
Das Spiel Cabanga! wurde von Michael Modler entwickelt und erschien 2023 bei dem deutschen Spieleverlag amigo. Im gleichen Jahr erschien eine spanische Version bei Mercurio, im Folgejahr gab es Ausgaben auf Englisch (amigo), Niederländisch (999 Games), Französisch (Gigamic), Japanisch (Möbius Games) und Chinesisch (amigo, Swan Panasia).
Der Spielekritiker Tobias Franke schreibt zu Cabanga! in seinem Blog fjelfas.de: „Cabanga! weist einen tollen Spannungsbogen auf. Am Anfang ist meine Kartenhand noch problemlos zu managen, am Ende wird es aber knifflig, da die Lücken größer und die Hände der anderen rapide leerer werden.“ Er betont vor allem, das auch Kinder mitspielen können, „und natürlich rufen diese dann am lautesten "Cabanga!", weil damit endlich mal was los ist am Tisch.“
2024 wurde das Spiel auf Platz 3 des À-la-carte-Kartenspielpreises der Fachzeitschrift fairplay gewählt.

## Belege
1. 1 2 3 4 5 6  Spielanleitung Cabanga!, amigo 2023
2. ↑  Versionen von Cabanga! in der Spieledatenbank BoardGameGeek (englisch); abgerufen am 2. Februar 2024.
3. ↑  Tobias Franke: Speed-Dating: Schnitzeljagd, 5 Towers, Trio und Cabanga!, Rezension auf dem Blog fjelfras.de, 9. November 2023; abgerufen am 2. Februar 2025.